# モミジソデガイ科
モミジソデガイ科（モミジソデガイか、学名: Aporrhaidae）は、ソデボラ科と近縁の巻貝の科である。成長すると殻口の外側（外唇）が肥厚して1個から数個の突起を張り出した姿が『もみじ』に似ている。ジュラ紀から生息していたが、現在では中南米をのぞく大西洋と地中海に生息する。英語では『ペリカンの足』と呼ばれる。

## 形態と生態
円錐を上下に合わせたような形で、成熟後に外唇を肥厚させて1から5本ほどの長い棘またはモミジ葉状の突起を形成する。水深100 m程度の比較的深い砂底に棲む種が多く、突起は貝殻の姿勢を安定させていると考えられる。雌雄の別があり、春にメスは小さい卵を産み砂をかぶせる。稚貝になる前のベリジャー幼生は6つのヒレ(lobes)を広げて泳ぐ。成貝の体の構造は、外套膜前端が肥厚する、腎臓や嗅検器が長い、陰茎の輸精管が溝状、デトリタス食性である、などソデボラ科との共通点がある。相違点の例を下表に記した。
| 項目       | モミジソデガイ科                  | ソデボラ科                     | 出典         |
| ---------- | --------------------------------- | ------------------------------ | ------------ |
| 蓋         | 長円形または亜三角形              | 細長く尖り小さい               | [ 5 ]        |
| 眼柄       | 触角のつけ根に眼がある            | 長い眼柄から細い触角が分かれる | [ 8 ]        |
| 鼻 (snout) | 円筒形で平たい                    | 断面が円形で長い               | [ 8 ] [ 10 ] |
| 鼻引込筋   | 腹側内部に1対                     | 認められない                   | 同上         |
| 腎腺       | とても大きい                      | 中程度                         | 同上         |
| 腎臓(個数) | 腹側に1個                         | 腹側の他背側に小さい腎臓       | [ 10 ]       |
| 生息環境   | 比較的寒冷な海の水深100 m付近など | 温暖な海の潮間帯下             | [ 5 ]        |

## 分類
ソデボラ上科におけるモミジソデガイ科の位置づけの一例を下に示す。遺伝的にはダチョウボラ科Struthiolariidaeと近縁と考えられる。モミジソデガイ科のほかに、ソデボラ科（Strombidae）、ダチョウボラ科（Struthiolariidae）、"ヤマビトボラ科"（Rostellariidae）、トンボガイ科（Seraphsidae）、クマサカガイ科（Xenophoridae）がソデボラ上科に分類されている。
|  | Xenophoridae クマサカガイ科 (世界中) |
|  | |
|  | \| \| Aporrhaidae モミジソデガイ科 (欧州, 北米, 西アフリカ) \| \| \| \| \| \| Struthiolariidae ダチョウボラ科 (ニュージーランド) \| \| \| \| |
|  | |
|  | Aporrhaidae モミジソデガイ科 (欧州, 北米, 西アフリカ)                                                                                        |
|  | |
|  | Struthiolariidae ダチョウボラ科 (ニュージーランド)                                                                                           |
|  | |

|  | Aporrhaidae モミジソデガイ科 (欧州, 北米, 西アフリカ) |
|  |                                                       |
|  | Struthiolariidae ダチョウボラ科 (ニュージーランド)    |
|  |                                                       |

|  | \| \| Seraphsidae トンボガイ科 (インド-西太平洋, カリブ海など) \| \| \| \| \| \| Rostellariidae ヤマビトボラ、ハシナガソデなど (インド-西太平洋) \| \| \| \| |
|  | |
|  | Strombidae ソデボラ科 (世界中) |
|  | |
|  | Seraphsidae トンボガイ科 (インド-西太平洋, カリブ海など) |
|  | |
|  | Rostellariidae ヤマビトボラ、ハシナガソデなど (インド-西太平洋)                                                                                              |
|  | |

|  | Seraphsidae トンボガイ科 (インド-西太平洋, カリブ海など)        |
|  |                                                                 |
|  | Rostellariidae ヤマビトボラ、ハシナガソデなど (インド-西太平洋) |
|  |                                                                 |

|  | Xenophoridae クマサカガイ科 (世界中) |
|  | |
|  | \| \| Aporrhaidae モミジソデガイ科 (欧州, 北米, 西アフリカ) \| \| \| \| \| \| Struthiolariidae ダチョウボラ科 (ニュージーランド) \| \| \| \| |
|  | |
|  | Aporrhaidae モミジソデガイ科 (欧州, 北米, 西アフリカ)                                                                                        |
|  | |
|  | Struthiolariidae ダチョウボラ科 (ニュージーランド)                                                                                           |
|  | |

|  | Aporrhaidae モミジソデガイ科 (欧州, 北米, 西アフリカ) |
|  |                                                       |
|  | Struthiolariidae ダチョウボラ科 (ニュージーランド)    |
|  |                                                       |

|  | \| \| Seraphsidae トンボガイ科 (インド-西太平洋, カリブ海など) \| \| \| \| \| \| Rostellariidae ヤマビトボラ、ハシナガソデなど (インド-西太平洋) \| \| \| \| |
|  | |
|  | Strombidae ソデボラ科 (世界中) |
|  | |
|  | Seraphsidae トンボガイ科 (インド-西太平洋, カリブ海など) |
|  | |
|  | Rostellariidae ヤマビトボラ、ハシナガソデなど (インド-西太平洋)                                                                                              |
|  | |

|  | Seraphsidae トンボガイ科 (インド-西太平洋, カリブ海など)        |
|  |                                                                 |
|  | Rostellariidae ヤマビトボラ、ハシナガソデなど (インド-西太平洋) |
|  |                                                                 |

## 下位分類
モミジソデガイ科に属する現生種は少なく、以下の2属が知られている。
- Aporrhais da Costa, 1778 モミジソデガイ属。大西洋、欧州からアフリカ西岸。外唇の突起は3から5個[5]。
- Arrhoges Gabb, 1868　アメリカモミジソデガイArrhoges occidentalis一種のみで北米東岸に生息。外唇の突起は1つ[5]。

化石属の例を以下に示す。
- †Auriala Hacobjan, 1976 マーストリヒチアン; 南インド、カメルーン [14]。
- †Graciliala Sohl, 1960 マーストリヒチアン; エジプト、カメルーン[14]。
- †Kangilioptera Rosenkrantz, 1970 暁新世; 浦幌町、グリーンランド[15]。螺層が狭く突起がひとつ。
- †Kaunhowenia Abdel Gawad, 1986 カンパニアン; Torallola、スペイン[14]
- †Latiala Sohl, 1960　マーストリヒチアン; 南インド、南アフリカ[14]。
- †Perissoptera Tate, 1865 千葉県君ヶ浜の白亜紀の地層[16]。
- †Pterocerella Meek, 1864 マーストリヒチアン; ミシシッピ州[14]。